# Спадафора
Спадафора (італ. Spadafora, сиц. Spatafora) — муніципалітет в Італії, у регіоні Сицилія, метрополійне місто Мессіна.
Спадафора розташована на відстані близько 480 км на південний схід від Рима, 180 км на схід від Палермо, 16 км на захід від Мессіни.
Населення — 5081 особа (2014).

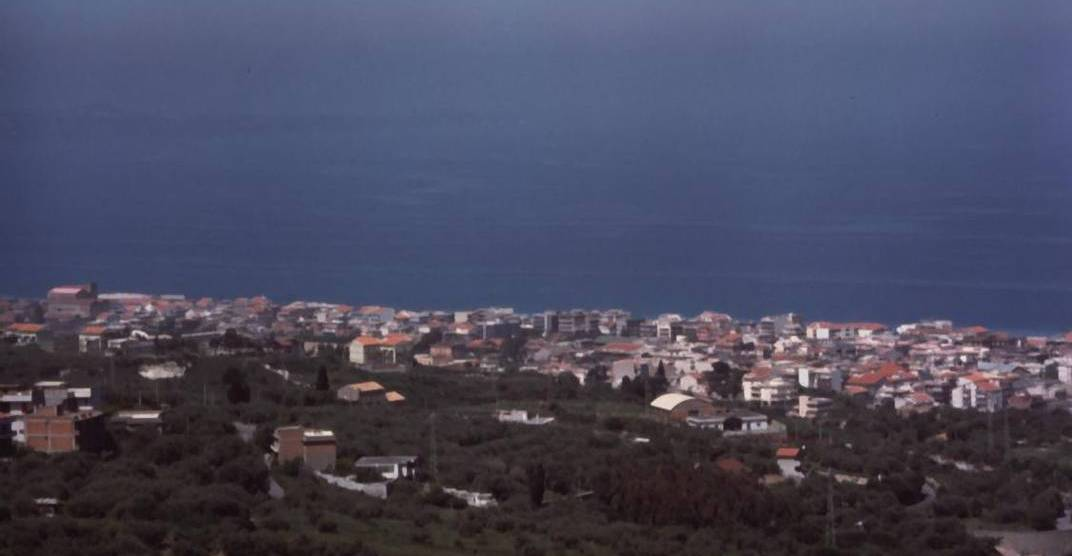

Щорічний фестиваль відбувається третьої неділі липня. Покровитель — San Giuseppe.

## Галерея зображень

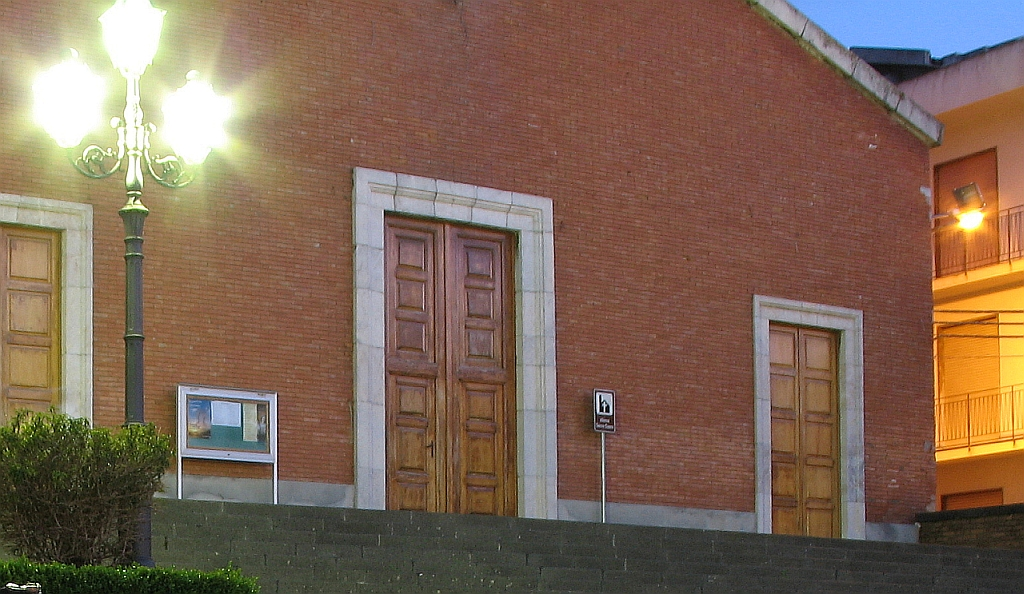
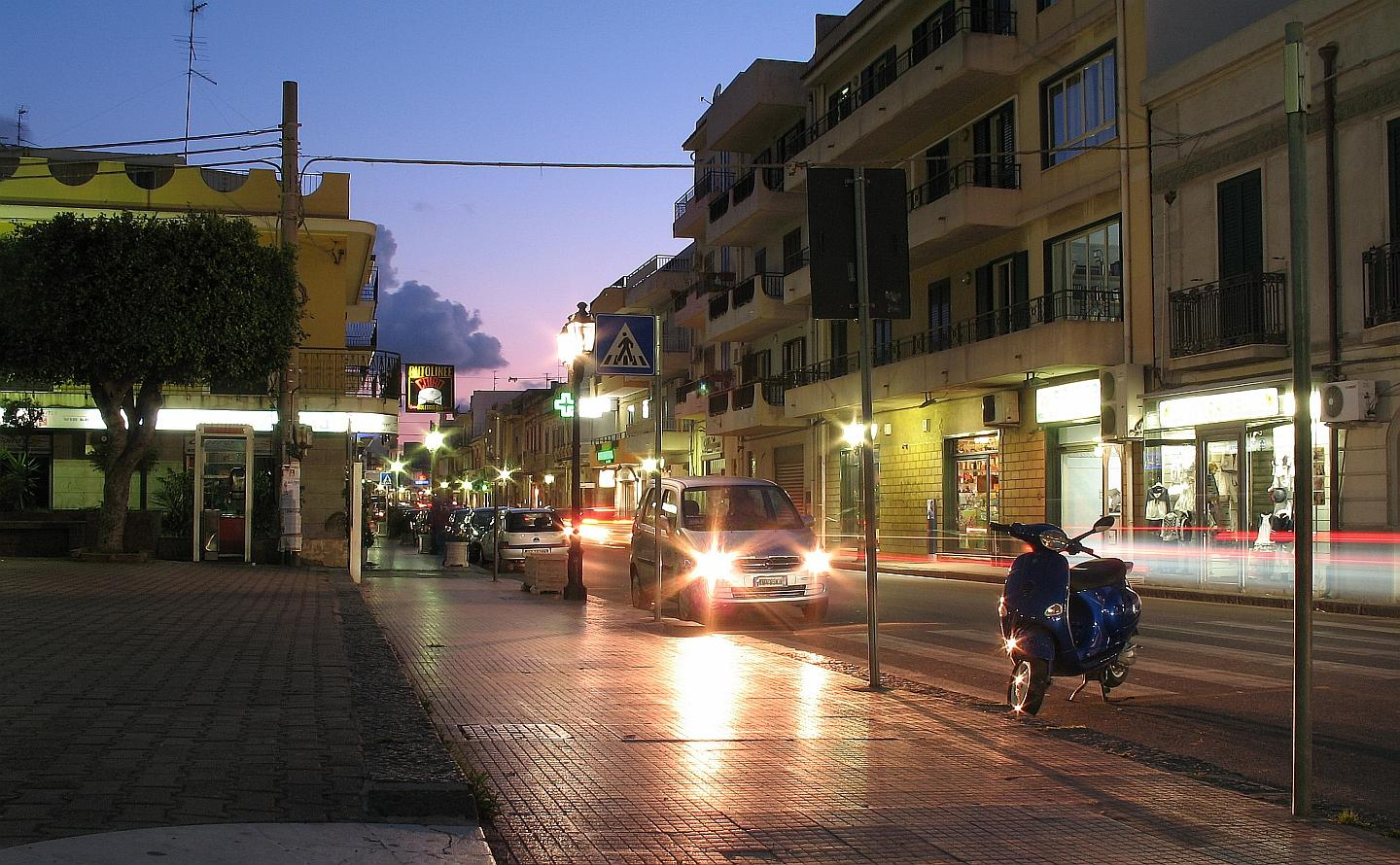
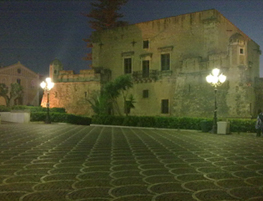

## Демографія

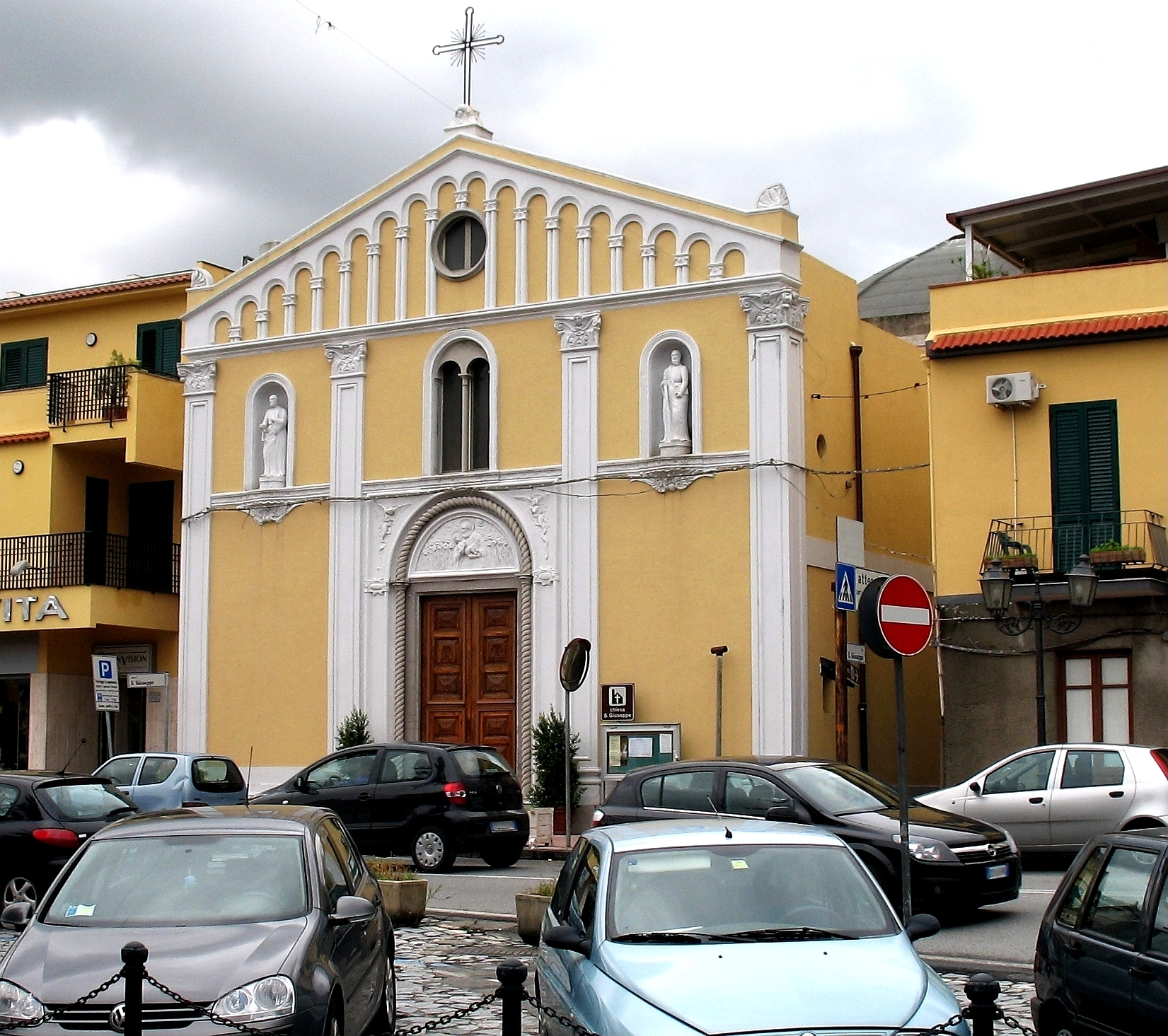
S.Joseph Church

Населення за роками:

Станом на 1 січня 2023 року в муніципалітеті офіційно проживало 125 іноземців з 23 країн, серед них 55 громадян країн Євросоюзу та 5 громадян України.

## Сусідні муніципалітети
- Роккавальдіна
- Рометта
- Венетіко